# Jausbert de Puycibot
Jausbert de Puycibot o Gausbert de Poicibot o Puicibot e altre numerose varianti, talvolta chiamato Lo Monge de Poicibot (il monaco di Poicibot) e altrove Audebert o Josbert,, in latino Gaubertus de Podio Ciboti (fl. 1220-1231) è stato un cavaliere, religioso e trovatore limosino, originario probabilmente del Périgord o del Limosino e attivo all'inizio del XIII secolo.

## Vita e opere
Dei suoi componimenti ne sopravvivono quindici (quattordici dei quali sono cansos), in massima parte convenzionali, tranne qualcuno dotato di una "certa sensibilità".
La poesia S'eu vos voill tan gen lauzar è stata attribuita a lui, sebbene siano sorti dubbi a causa della sua apparizione in una collezione di poesie del Monge de Montaudo. Egli probabilmente scrisse un sirventes che, insieme a un altro di Bertran de Preissac, forma una tenzone in cui i due trovatori discutono sui pregi delle donne giovani e vecchie. Jausbert sostiene las joves (le giovani), mentre Bertran las vielhas (le anziane).

Era quan l'ivernz nos laissa

E par la fuoilla en la vaissa

   E il lauzellet chanton c'uns no s'en laissa,

Fas sirventes ses biaissa,

Mas uns malastrucs m'afaissa,

    Car ab joves no.s te: Dieus li don aissa!

Mais pretz una vieilla saissa

Que non a ni carn ni craissa.

   Mal ai' er el os e daval la madaissa!

  Que la genta, covinenta, on bos pretz s'eslaissa,

Fina, francha, frescha, blancha, don jois no.s biaissa,

Mais la vuoill, si gen m'acuoill ni josta se m'acaissa,

Que la rota, que.m des tota Limoges e Aissa.

    .  .  .  .  .  .  .  .  .

  En Bertranz men com afacha...

    E volria n'agues la testa fracha!

Pois parlar l'aug del manjar ni de bon' osta.l tracha,

Al jazer compra.l ben ser, tot lo porc e la vacha,

Quar s'embarga en la pel larga, que es molla e fracha.

Semblanz es, quant hom l'ades, qu'anc no.n trais sa

 garnacha.

    .  .  .  .  .  .  .  .  .

E tenc m'a gran desmesura

Que, pois domna desfegura,

    Quar ja i fai muzel ni armadura.

Mas prezes de si tal cura

Per que l'arm' estes segura,

    Que.l cors desvai a totz jorns e pejura.

  Eu lor dic aquest prezic per gran bonaventura.

  En Bertran vei a lor dan, e par que, per fraichura,

  Cad' aver las! i esper e soffre et abdura.

Secondo uno dei racconti contenuti nei Flores novellarum di Francesco da Barberino, Jausbert s'imbatte nella sua trascurata moglie mentre sta visitando un bordello.
 
I lavori di Jausbert furono per la prima volta curati e pubblicati da William P. Shepard sotto il titolo Les Poésies de Jausbert de Puycibot (Paris, 1924). 

### Componimenti

#### Cansos
- Amors, s'a vos plagues[10]
- Be⋅s cujet venjar Amors
- Car no m'abellis solatz[11]
- Merces es e chauzimens
- Hueimais de vos non aten
- Partitz de joi e d'amor[12]
- Per amor del belh temps suau
- Pres soi et en greu pantais
- S'ieu vos voill tan gent lauzar[13]
- S'ieu anc jorn dis clamans
- Si res valgues en amor
- Una grans amors corals
- Uns joys sobriers mi somo
- Era quan l'ivernz nos laissa[10]

#### Sirventes
- Gasc, pecs, laitz joglars e fers[14]

#### Tenso
Jausbert, razon ai adrecha (con Bertran de Preissac)

#### Componimenti contesi ad altri trovatori
- Aissi com cel qu'a estat ses seignor (canso del Monge de Montaudon)
- Amars, onrars e carteners[15] (canso di Guiraut de Bornelh)
- Bel m'es oimais qu'eu retraja (canso di Guillem de Saint Didier)
- Car fui de dura acoindansa[16] (canso di Aimeric de Peguilhan)
- Fin' amors a cuy me suy datz[17] (canso di Folchetto di Marsiglia)
- Non pot esser sofert ni atendut (canso di Guillem Ademar)